# René Frégni
René Frégni (Marsiglia, 8 luglio 1947) è uno scrittore francese.

## Biografia
Disertore a 19 anni, vive in Turchia per cinque anni, cambiando spesso lavoro e utilizzando false identità, quindi ritorna in Francia dove lavora come infermiere in un ospedale psichiatrico. Finito nella prigione militare per un mese, legge le opere di autori come Jean Giono, Dostoevskij, Genet, quindi inizia la sua carriera di scrittore, dapprima componendo poesie e successivamente pièces teatrali e romanzi. In quest'ambito si concentra sul genere noir, in particolare su quello che molti critici definiscono il noir mediterraneo di Jean-Claude Izzo, fonte ispiratrice primaria di Frégni e creatore del personaggio di Fabio Montale.
Si trasferisce a Manosque, ma, come Izzo, preferisce Marsiglia, città mediterranea che è al centro di quasi tutti i suoi romanzi. Da anni gestisce seminari di scrittura per i detenuti del carcere delle Baumettes.
I suoi romanzi, in Italia, sono pubblicati da Meridiano Zero.

### Opere tradotte in italiano
- La città dell'oblio (Ou se perdent les hommes?, Denoël, 1996), (Merdiano zero, 1999, ISBN 88-8237-014-3)
- Nero Marsiglia (On ne s'endort jamais seul, Denoël, 2000) (Meridiano Zero, 2001, ISBN 88-8237-036-4)
- Estate (L'Été, Gallimard, 2002), (Meridiano Zero, 2004, ISBN 9788882372125)
- Lettera ai miei assassini (Lettre à mes tueurs, Gallimard, 2004), (Meridiano Zero, 2006, ISBN 9788882371258)

| Controllo di autorità | VIAF (EN) 4958250 · ISNI (EN) 0000 0001 0864 5637 · SBN MILV166462 · LCCN (EN) n95085357 · GND (DE) 120985551 · BNF (FR) cb120939533 (data) |